# Зависност од лекова
Зависност од лекова (ЗЛ), пилуломанија, таблетоманија или фармакоманија један је од облик зависности, која настаје као последица злоупотребе лекова.
Зависност од лекова се односи на прекомерну употребу лека који доводи до ефеката који су штетни за физичко и ментално здравље појединца, или за добробит других појединаца.  Поремећај карактерише образац континуиране патолошке употребе лека, што резултује негативним друштвеним последицама у вези са употребом лека, као што су неиспуњавање радних, породичних или школских обавеза, међуљудски сукоби или правни проблеми.
Постоје сталне дебате у вези са тачном разликом између „злоупотребе лекоава“ и „зависности од лекова“, заправо се прави разлика између њих две дефинисањем зависности од лека у смислу физиолошких и бихевиоралних симптома употребе лекова, и супстанци које се злоупотребљавају, у смислу друштвених последица употребе супстанци.  У ДСМ-5, поремећај употребе супстанци је заменио и објединио претходне ДСМ-4 категорије: злоупотреба супстанци и зависност од супстанци.
У 2013. години, поремећаји настали након употребе лекова изазвали су 127.000 смртних случајева.  Највећи број смртних случајева био је последица поремећаја након употребе опиоида (51.000), кокаин је довео до 4.300 смртних случајева, а употреба амфетамина 3.800.

## Опште информације
Зависност од лекова је пре свега друштвена појава, која указује на:
- искуство појединца у техницизираном и свету алијенације,[10]
- социолошки положај лекара,
- комерцијализацију медицине,[11]
- промењени однос културе у односу на схватање и доживљавање болести и њом изазване патње.[12]

Због велике доступности и приступачније цене нпр. седатива у односу на илегалне психоактивне супстанце (марихуану, кокаин, морфијум), злоупотрева лекова је јако распрострањена код наркомана.
И дан данас се поставља питање да ли је зависност од лекова, бар према фрапантним епидемиолошким и другим подацима који говоре о њеној јако раширености у свету, проблем који се јавља због промењеног односа појединца и друштва у целини, према схватању болести и болесникове патње или је последица:
- непажње,
- површности,
- неетичности лекара,
- узнапредовалих болести
- комерцијализације медицине.[15]

## Епидемиологија

### Свет
Према подацима Ивана Иљића сваких 24-36 сати 50-80% одраслих у Великој Британији и Сједињеним Државама употребљава хемикалије као што су аналгетици, седативи и други лекови прописани од стране лекара, што на примеру само овим најразвијених земаља света, упозорава и говори о степену медикализације савременог света.

### Србија
Лекови за смирење, седативи или бензодиазепини, међу најкоришћенијим су таблетама у свету. Тако нпр. у Републици Србији, бројне студије и подаци Републичког завода за здравствено осигурање, наводе податак да је у једној години 21. века, више од милион Срба (или 13% становништва Србије) подигло у апотекама око 10 и по милиона кутија (или 200 до 250 милиона таблета), само неких од седатива.
Преваленција употребе анксиолитика у Србији испитивана је у оквиру различитих националних здравствених истраживања и показала се да варира између 13,7% у 2000. и 13,4% у 2006. години и 18,1% у 2013. години  код одраслих особа, односно особе старије од 15 година.
Према студији Зорице Терзић-Шупић, Јована Тодоровића и сарадника спроведеној у Србији, утврђено је да је свака двадесета одрасла особа у Србији пријавила немедицинску употребу анксиолитика у претходних 12 месеци и да се ти лекови најчешће набављају преко пријатеља или чланова породице. Преваленција немедицинске употребе анксиолитика и модалитети набавке ових лекова сугеришу да постоји потреба укључивања здравствених радника и медија у едукацију пацијената о ризицима самолечења, размене или илегалне куповине ових лекова. Хитно је потребно унапредити систем праћења издавања рецепата, посебно дистрибуције анксиолитика.

### Балкан
И у осталим земљама Балкана бројке показују да је пилуломанија, посебно психоактивних супстанци у Бугарској, Босни и Херцеговини и Северној Македонији у неколико последњих година забележила незапамћен раст. У бугарској Управи за лекове, која ради у оквиру Министарства здравља, кажу да је група психоактивних лекова друга најпродаванија, одмах после групе лекова за срце.

## Етиопатогенеза
Прву и најбројнију групу зависности од лекова чине особе старије животне доби. Код ове групе зависност од лекова најчешће се јавља из следећих разлога:
- Због непридржавања савета лекара, развија се толеранција на лек, која намеће потребу за све чешћим узимањем лека у циљу повећања његове дозе,
- Злоупореба лекова, јер старије особе, неретко, лек узимају и по препоруци пријатеља, уз изговор „јер њима је помогао“
- Као терапијска грешка, када се терапија дуже саветује без значајнијег разлога, или када се због природе болести морају прописивати лекови који у себи садрже наркотична средства (која изазивају зависност), на првом месту код јаких и неиздрживих болова.

Другу групу зависности од лекова чини све већи број младих особа, које обично прибегавају узимању пилула у немедицинске сврхе (како би избегли непријатности које са собом носи апстиненцијални синдром, или да се смире у напетим ситуацијама), када нису у стању да набаве дрогу. Они  тако добијају лажно задовољство, као да су узели наркотичну супстанцу. Често зависности од лекова младе особе прибјегавају и како би успоставиле апстиненцију, или како оне њиховоим жаргоном то кажу „да се одморе од супстанце“, да би касније наставили узимање опијата са појачаним интензитетом.
У неким студијама, немедицинска употреба анксиолитика је повезана са употребом/злоупотребом других супстанци, као што су пушење дувана, конзумирање алкохола и употреба психоактивних супстанци. Анксиолитици се често користе за само-лечење. У овим случајевима лек се узима за главну фармацеутску индикацију, која искључује узимање лека са алкохолом, са другим лековима или узимање лека алтернативним начином примене.
Лажна злоупотреба лекова
Значајан број лекова је неоправдано „оптужен“ да изазивају зависност, јер их људи носе са собом, „злу не требало“ (на путовањима, због страха од уједа инсеката, итд). Они то чине не да би постали зависници од лекова већ да би постали сигурнији, и заштићенији. У ствари, поседовање лека који је доступан у сваком тренутку, код таквих особа појачава његово самопоуздање, и често делује као нека врста „амајлије или заштитника“.

### Лекар као узрочник
Као један од етиолошких узрочника зависности од лекова може бити лекар. Улога лекара у настанку индивидуалне зависности од лекова присутна је само у оним случајевима када је у питању проблем са његовом етичности. Међутим зависности од лекова коју може да проузрокује лекар појединац није велики проблем, јер нити је нарушена етичност присутна код великог броја лекара, нити је у питању велики број пацијената који ће постати зависни од лекова по његовом савету.
Међутим, бројна истраживања показала су да лекар под одређеним условима може бити један од одлучујућих чинилаца, у настанку ове појаве. Значајно место у зависности од лекова, и то квантитативно, може имати лекар опште праксе, у улози „скретничара”, „тријажера“ што вулгаризује његову „улогу” и „сликовито“ приказује његово место у медицинској пракси, у којој:
...је он стављен или још боље рећи „гурнут” у положај „усамљеног произвођача робе, који својим радом ствара несвесну целину, која се пројектује на њењу и одређује му животни положај” (Д. Сергејев).
Опремљен малим материјалним и другим могућностима за потпуније лечење и комплетно сагледавање „целокупности” болесника, лекар опште праксе, се претвара у тријажера („скретничара”) који се првенствено ослања на мишљење својих „стручнијих“ колега специјалиста и субспецијалиста, што га још више, чини „сиромашнијим“ у знању. Ствар бива компликована и тим што се, у већини случајева, налази консултаната своде на „телеграфски” исказану дијагнозу, која може бити праћена инструментално добијеним подацима, и препоручене хрпе често истоветних лекова различитих назива, чија је вредност добро знана само лекарима исте специјалности. Корист у таквој сарадњи коју ординирајући лекар добија од својих колега је проблематична, па испада да је он препуштен себи, својим недоумицама и несигурностима, а болесник – њему.

У таквој „подели рада“ пацијент се ставља у неравноправни положај, да сам одлучи ко је између специјалиста и субспецијалиста разних профила за лечење његових тегоба бољи?
Интелигентна личност коју схватамо као био-психо-социјално јединство привидно се противи диференцијацији медицине. Лекар интерниста-кардиолог, на пример, не сме, ако жели да третира болесника а не орган, да запостави одређене неуротичне тегобе код болесника у његовом домену, које су суштински, ствар психијатра. Како не постоје посебни интернистички и психијатриски анксиолитици дешава се, да се, у избору лека оба специјалиста разиђу. Ово се не догађа само због постојања анксиолитика са различитим именима (често различита имена ових лекова не значе и битну разлику?) и различитим јачинама, већ често и због географских и других утицаја који се спроводе у информатици и продаји ових лекова.
Интелигентна личност коју схватамо као био-психо-социјално јединство привидно се противи диференцијацији медицине. Лекар интерниста-кардиолог, на пример, не сме, ако жели да третира болесника а не орган, да запостави одређене неуротичне тегобе код болесника у његовом домену, које су суштински, ствар психијатра. Како не постоје посебни интернистички и психијатриски анксиолитици дешава се, да се, у избору лека оба специјалиста разиђу. Ово се не догађа само због постојања анксиолитика са различитим именима (често различита имена ових лекова не значе и битну разлику?) и различитим јачинама, већ често и због географских и других утицаја који се спроводе у информатици и продаји ових лекова.
  Сада је лако схватити и закључити зашто ће болесник запасти у конфузији, и можда, употребити, или чак и не употребити лекове, у зависности од његове памети, убеђења или страха од последица. Оваква ситуација може да се избегне само: 
- добрим информисањем болесника,
- тимским радом лекара (који мора да буде примарни методолошки приступ болеснику), чиме се у неком облику искључују негативни облици субординације.

### Човек технолошке културе и зависност од лекова
Покушавајући да „веже” дрогу (лек) и технички прогрес, „значење многих устаљених појмова о медицини данас је у савременом човеку радикално измењено. У таквим условима пацијент 21. века, прекомерно је изложен „терору” комуникационих система, који се, нажалост, и даље све више усавршавају и мултиплицирају, чинећи појединца против његове воље, изложеног „терору” свакојаких информација о лековима и његовом здрављу.
У оваквој прекомерности сензорних информација на наша чула, човек се свим силама упиње и труди да буде обавештен, да прими и обради овакве информације, и наравно због лимитација сопствене нервне структуре, то му све мање успева. Психолошка испитивања адаптације на прекомерне сензоричке импулсе открила су две врсте реаговања личности.
Човек технолошке културе има своје одбране, успешне и неуспешне механизме одбране од оваквих намета. Па у склопу овог разматрања пацијенте можемо поделити на две групе:
- Првој групи припадају личности којима обиље информација „прија“, погодује и које траже све врсте надражаја,
- Другој групи припадају личности којима обиље информација смета и зато их избегавају, због хендикепираности индивидуума на савремене услове техничке културе.

Можда, у једном свом делу, човекова одбрана од зависности од лекова може бити и:
- „покрет врађања природи”,
- припадност хипи супкултури,
- припадност филозофијама „лебдења низ ток”.

Такође, неке облике зависности од лекова можемо да разумемо и на овај начин: нпр. извесна хемикалија из групе транквилизера уравнотежује пролазно претерану будност нервног система изазвану обиљем сензоричких дражи и човека доводе у позицију кратког спокојства, мира и утиска разрешења свих животних проблема.
Пилуломанија као један облик зависности, је пре свега друштвена појава, а не проба етичности лекара. Указујући на искуство индивидуе у техницизираном свету алијенације, социолошки положај лекара, комерцијализацију медицине и промењени однос културе у односу на схватање и доживљавање болести и бола

### Комерцијализација медицине
Организације медицинских институција у различитим земљама света је разноврсна по питању комерцијализованости. Тако да, организација неких институција окупљених око медицине, донекле неутралише или потенцира ову чињеницу. При томе се мисли, пре свега на фабрике лекова, а затим на јавне медије као што су штампа, телевизија итд.
Постојање бројних произвођача лекова чини тржиште лековима богатије снабдевено фармацеутским производима, што је несумњиво предност у квалитетнијој медицинске заштити становништва.  
Међутим, начин организације куповине лекова је често конкурентан, нелојалан и стихиски. У том погледу карактеристичан је пример заштићених имена лекова, када се под истоветном субституцијом крије неколико различитих назива, што дозвољава полипрагматички ефекат, забуну, и субјективно одлучивање о прописаном леку и о употреби лека. И у овом случају болеснику се не даје јединствена и права информација, што може да га уведе у пилуломанију.

## Клиничка слика
Симптоми зависности код пилула истоветни су као и код сваког другог облика зависности. Они се испољавају пре свега неопходношћу повећања дозе да би се достигло жељено дејство и ефекат, односно да би се формирала психолошка потреба која настаје под дејством супстанце из пилулула.
У случају створене зависности од пилула особа се осећа пријатно, сигурно и опуштено, само када је под њеним дејством. У противном код пилуломана се јавља страх, преплашеност, несигурност. У једном моменту таква особа постаје зависна према леку и почиње да прави залихе, стално проверава да ли је лек понео са собом, а у случају да се нешто тако и деси у њему настаје тотални хаос и паника.

## Превенција
Како би се стало на пут зависности од пилула у будућности треба осигурати троструко повезивање у јединствени систем: медицинске институције, произвођача лекова у ширем смислу и болесника, чиме би се положај болесника (као примаоца услуга) учинио довољно значајним. У тај ланац превенције треба укључити и остале друштвене факторе: јавне медије да не охрабрују људе да постану конзумери сумњивих медикамената, недовољно испитаних, па чак и оних, од којих се ограђују стручњаци од ауторитета.